# Палтов, Сергей Ильич
Сергей Ильич Палтов (5 (17) ноября 1843 — 1917, Санкт-Петербург) — русский военно-морской деятель, генерал флота.

## Биография
Брат Ильи Ильича и Александра Ильича Палтовых. В службе с 1860 года. Гардемарин (17.04.1863), мичман (17.05.1865). Лейтенант (1.01.1869). С 29 марта 1875 командовал ботиком «Увалень», предназначенным для развлечения членов императорской фамилии. Участвовал в русско-турецкой войне 1877—1878 годов, награжден золотой саблей «За храбрость» за переправу у Зимницы. Флигель-адъютант Его Императорского Величества (11.01.1878), капитан-лейтенант (1.01.1879).
Командир императорской яхты «Марево» (22.01.1879), капитан 2-го ранга (26.02.1885). Флаг-капитан при Начальнике отряда судов в Средиземном море (25.11.1885), командир броненосной башенной лодки «Смерч» (12.01.1887). Капитан 1-го ранга (1.01.1889), командир клипера «Стрелок» (30.01.1889), затем императорской яхты «Александрия» (4.03.1891).
Командир 7-го флотского экипажа (6.12.1894) и эскадренного броненосца «Полтава» (6.12.1894). Контр-адмирал (2.04.1895; за отличие). Командующий Сводным отрядом флотских экипажей в Петербурге (6.12.1896). Младший Флагман Практической эскадры Черного моря (7.02.1900). Младший Флагман 2-й флотской дивизии и командующий Учебно-практическим отрядом Балтийского моря (19.02.1901). Генерал-лейтенант по адмиралтейству (22.07.1903). Почетный опекун Санкт-Петербургского присутствия Опекунского Совета Учреждений Императрицы Марии (22.07.1903). Генерал по адмиралтейству (28.12.1909), переведен во флот генералом 8.04.1913, зачислен по флоту 22.04.1913.
Умер в июле 1917, исключен из списков умершим 05.08.1917. По легенде, скончался на балконе своей квартиры, на Театральной площади, не выдержав зрелища гвардейского флотского экипажа, шедшего с красными бантами.

## Награды
- Орден Святого Владимира 4-й ст. (1876)
- Золотая сабля «За храбрость» (1877)
- Орден Святого Владимира 3-й ст. (1893)
- Орден Святого Станислава 1-й ст. (1897)
- Орден Святой Анны 1-й ст. (1901)
- Орден Святого Владимира 2-й ст. (1904)
- Орден Белого орла (1907)
- Орден Святого Александра Невского (25.03.1912)
- Бант с ордену Святого Владимира 4-й ст. (22.09.1913)
- Бриллиантовые знаки к ордену Святого Александра Невского (22.03.1915)

Медали и знаки:
- Медаль «В память русско-турецкой войны 1877—1878» (1878)
- Серебряная медаль в память царствования императора Александра III (1896)
- Серебряная медаль «В память коронации Императора Николая II» (1897)
- Темно-бронзовая медаль «За труды по первой всеобщей переписи населения» (1897)
- Золотой знак об окончании полного курса наук Морского кадетского корпуса (1910)
- Золотой знак в память 200-летия Гвардейского экипажа (1910)
- Светло-бронзовая медаль в память 300-летнего юбилея царствования дома Романовых (1913)
- Знак отличия за беспорочную службу за XL лет (1913)
- Знак отличия за беспорочную службу за L лет (1914)
- Светло-бронзовая медаль в память 200-летнего юбилея Гангутской победы (1915)

Иностранные:
- Персидский орден Льва и Солнца 3-й ст. (1873)
- Румынский Железный крест (1879)
- Командор 2 класса шведского ордена Святого Олафа (1879)
- Командор 2 класса датского ордена Данеброг (1879)
- Командор греческого ордена Спасителя (1886)
- Великий командор греческого ордена Спасителя (1895)
- Офицер ордена Почетного легиона (1895)
- Великий офицер ордена Почетного легиона (1902)

## Семья
Дети:
- Софья Сергеевна Палтова (1866—1940). Муж: князь Михаил Сергеевич Путятин
- Елизавета Сергеевна Палтова (1868—?). Муж: барон Николай Аполлонович Типольт